# میرزا کوچک اصفهانی
محمد قاسم مشهور به میرزا کوچک اصفهانی از خوشنویسان صاحب‌نام خط شکسته نستعلیق در اواخر قرن دوازدهم و اوایل سده سیزدهم هجری است.
او از معروفترین شاگردان درویش عبدالمجید طالقانی بود که استاد مسلم خط شکسته است. تاریخ درگذشتش معلوم نشد اما حیات او تا سال ۱۲۲۸ مشخص است. نام کامل او را در جایی ذکر نکرده‌اند و خود او نیز در آثار فراوانی که دارد همه جا «میرزا کوچک» رقم کرده‌است. به استثنای یکی از قطعه‌های او که صریحاً نام خود را «محمد قاسم» ذکر کرده و چنین رقم کرده‌است: «حرره العبدالقل، محمد قاسم، مشهور به میرزا کوچک».